# Biblia Jana Zabłockiego
Biblia Jana Zabłockiego (cz. Bible Jana Záblackého) – rękopis staroczeskiej Biblii przepisany przez Jana Zabłockiego w Kamienicy w latach 1476–1478. Manuskrypt przechowywany jest w Ossolineum. Rękopisu nie można zakwalifikować do żadnej z czterech redakcji Biblii staroczeskiej.

## Historia
Z własnoręcznych zapisów Zabłockiego wiadomo, że przepisywanie ksiąg Starego Testamentu autor rozpoczął 8 listopada 1476, a przepisywanie całej Biblii ukończył 6 kwietnia 1478 roku. Rękopis powstał więc w ciągu półtora roku. Autor zapisał również kilka innych dat ukończenia niektórych ksiąg biblijnych.
Kodeks ten nie jest tłumaczeniem Jana Zabłockiego, ale odpisem przez niego dokonanym z wcześniejszego zaginionego kodeksu czeskiego. O Janie Zabłockim niewiele wiadomo: nie wiadomo czy był Polakiem, Czechem czy Morawianinem, nie wiadomo również w której Kamienicy przepisywał rękopis Biblii.
Co najmniej od XVI wieku kodeks znajdował się w Polsce a jego właścicielem był Polak co poświadcza ręczny dopisek z Biblii Leopolity w Ewangelii Mateusza 5:19 zawierający opuszczoną przez Zabłockiego krótką frazę. W nieznanych okolicznościach kodeks trafił do Biblioteki Kapitulnej we Włocławku. W roku 1801 kodeks został podarowany Tadeuszowi Czackiemu. Przed śmiercią Czackiego kodeks pozostał w Petersburgu, gdzie od nieznanej osoby nabył go prof. Muchliński. Po nim kodeks trafił do ks. Ignacego Polkowskiego, który ten rękopis jako pierwszy opisał. Obecnie jest przechowywany w zbiorach Ossolineum.

## Opis
Kodeks pisany jest na białym grubym papierze, noszącym wodne znaki sześciolistnej róży. Oprawa pochodzi z okresu znacznie późniejszego niż rękopis. Została wykonana w półskórek w sposób nieudolny i ubogi. Rękopis ma 450 nienumerowanych kart formatu 42×30 cm.
Od początku do końca pisany jest jedną ręką i jednym atramentem. Na stronie znajdują się dwie kolumny z liniami słabo znaczonymi sepią. Każda kolumna liczy 55 wierszy. Pierwsze i ostatnie cztery karty były restaurowane na brzegach przez nieumiejętnego introligatora. Na górze każdej strony jest tytuł księgi znajdującej się na karcie. Tekst każdej księgi został podzielony na rozdziały oznaczone cyframi rzymskimi.
Cały tekst został napisany czarnym atramentem, lecz nagłówki, tytuły czy wszystkie dodatki pisarza odznaczane są minią. Pierwsza głoska każdego rozdziału została wyróżniona kolorem czerwonym, a głoski rozpoczynające księgę zostały ozdobione miniaturami w różnych kolorach. Pismo jest napisane wprawną ręką, czytelne, bez pomyłek, ma charakter okrągły z XV wieku. Od początku do końca styl pisma jest jednakowy.

## Zawartość
Na pierwszych szesnastu kartach kodeks posiada spis ksiąg Starego i Nowego Testamentu, dalej ich opis oraz kolejność czytania epistoł i Ewangelii na niedziele, święta i dni powszednie na cały rok zaczynając od adwentu.
Porządek ksiąg Starego i Nowego Testamentu jest nieco odmienny od porządku powszechnie przyjętego w Wulgacie. Do księgi Nehemiasza porządek jest zgodny z Wulgatą – Pięcioksiąg, Jozuego, Sędziów, Rut, 1 i 2 Samuela, 1 i 2 Królewska, 1 i 2 Kronik, Ezdrasza i Nehemiasza. Następnie w Wulgacie występuje deuterokanoniczna Księga Tobiasza, a w kodeksie Zabłockiego znajduje się „2 Księga Ezdrasza”, odpowiadająca niekanonicznej 3 Księdze Ezdrasza, umieszczanej w Wulgacie na końcu Starego Testamentu.
Dalej kodeks Zabłockiego zawiera 3, 4 i 5 Księgę Ezdrasza, razem odpowiadające apokryficznej 4 Księdze Ezdrasza. Po nich w kodeksie znajdują się Księga Judyty, Estery i dopiero Księga Tobiasza z krótkim dodatkiem na początku. Następnie Księga Joba, Psałterz Dawidowy, Księga Przysłów i Pieśni nad pieśniami (nazwana „Piesniczki”) z nietypowym podziałem tekstu na głosy dla chóru. Kolejność następnych ksiąg jest zgodna z Wulgatą.

## Badania kodeksu
Badający rękopis ks. Ignacy Polkowski porównał go z 9 kodeksami czeskimi oraz dwoma kolejnymi w formie krótkich odpisów. Na tej podstawie uznał, że nie należy on do żadnej z czterech redakcji Biblii staroczeskiej, lecz mógł zostać przepisany z innej, nieznanej redakcji. Być może z tego samego źródła co rękopis Zabłockiego pochodzi Biblia królowej Zofii (ukończona w latach 1453–1455).
Vladimir Kyas uważał, że Biblia Jana Zabłockiego jest rękopisem kompilacyjnym. Zawiera cechy pierwszej, drugiej i trzeciej redakcji Biblii staroczeskiej, a także cechy właściwe tylko sobie. Niektóre księgi biblijne noszą cechy pierwszej redakcji, inne drugiej i pierwszej, a jeszcze inne drugiej i trzeciej. W niektórych miejscach Biblia Zabłockiego posiada cechy właściwe tylko sobie, których nie można odnaleźć w żadnym czeskim rękopisie biblijnym.